# Island Bay United
El Island Bay United es un club de fútbol de la ciudad de Wellington. Fue fundado en 1931 como Wellington Technical College Old Boys y cambió su denominación a la actual en 1966. Juega en la Capital Premier League y su único título fue la obtención de la Central Premier League en 1999.

## Palmarés
- Central Premier League (1): 1999.